# Pedro Pérez Dueñas
Pedro Damián Pérez Dueñas (Pinar del Río (Cuba), 23 de febrero de 1952 – 18 de julio de 2018) fue un atleta cubano, especialista en triple salto. Estableció un nuevo récord mundial el 5 de agosto de 1971, con una marca de 17.40 metros en los Juegos Panamericanos de 1971 de Cali, cuando todavía tenía 19 años. Su marca fue una mejora de un centímetro sobre el récord de Viktor Saneyev, que fue el último de sus cinco récords mundial consecutivos durante los Juegos Olímpicos de 1968. Aunque Sanyeyev recuperó el récord a nivel del mar en Sujumi, el siguiente récord de João Carlos de Oliveira también se estableció en altitud en Ciudad de México y duró diez años más. 
En los Juegos Olímpicos de 1972, el recordman cubano solo logró 15,72 y no pudo pasar de la ronda de clasificación. Mejoró cuatro años después, llegando a la final para finalizar en cuarto lugar.

## Logros
| Año  | Competición                                                  | Posición                             | Marca |              |
| ---- | ------------------------------------------------------------ | ------------------------------------ | ----- | ------------ |
| 1970 | XI Juegos Centroamericanos y del Caribe                      | Ciudad de Panamá                     | 1º    | 16.33 metros |
| 1971 | Campeonato Centroamericano y del Caribe de Atletismo de 1971 | Kingston, Jamaica                    | 1º    | 15.94 metres |
| 1971 | Juegos Panamericanos                                         | Cali                                 | 1º    | 17.40 metros |
| 1972 | Juegos Olímpicos                                             | Munich                               | 24º   | 15.72 metros |
| 1974 | Campeonato Centroamericano y del Caribe de Atletismo de 1974 | Santo Domingo (República Dominicana) | 1º    | 17.01 metros |
| 1976 | Juegos Olímpicos                                             | Montreal                             | 4º    | 16.81 metros |